# Municipio de Center (condado de Clark)
El municipio de Center (en inglés: Center Township) es un municipio ubicado en el condado de Clark en el estado estadounidense de Kansas. En el año 2010 tenía una población de 974 habitantes y una densidad poblacional de 1,84 personas por km².

## Geografía
El municipio de Center se encuentra ubicado en las coordenadas 37°8′42″N 99°49′34″O / 37.14500, -99.82611. Según la Oficina del Censo de los Estados Unidos, el municipio tiene una superficie total de 529.69 km², de la cual 528.06 km² corresponden a tierra firme y (0.31%) 1.63 km² es agua.

## Demografía
Según el censo de 2010, había 974 personas residiendo en el municipio de Center. La densidad de población era de 1,84 hab./km². De los 974 habitantes, el municipio de Center estaba compuesto por el 92.4% blancos, el 0.1% eran afroamericanos, el 1.03% eran amerindios, el 0.41% eran asiáticos, el 0.1% eran isleños del Pacífico, el 2.46% eran de otras razas y el 3.49% pertenecían a dos o más razas. Del total de la población el 8.32% eran hispanos o latinos de cualquier raza.